# Heart of the TVA
"Heart of the TVA" es el cuarto episodio de la segunda temporada y décimo episodio en general de la serie de televisión estadounidense Loki, basada en Marvel Comics y protagonizada por el personaje homónimo. Sigue a Loki trabajando con Mobius M. Mobius, Hunter B-15 y otros miembros de la Autoridad de Variación Temporal (TVA) para navegar por el multiverso y encontrar a Sylvie, Ravonna Renslayer y Miss Minutes. El episodio está ambientado en el Universo Cinematográfico de Marvel (MCU), compartiendo continuidad con las películas de la franquicia. Fue escrito por el escritor principal Eric Martin y Katharyn Blair, y dirigido por Aaron Moorhead y Justin Benson.
Tom Hiddleston retoma su papel de Loki de la serie de películas, protagonizada junto a Sophia Di Martino (Sylvie), Gugu Mbatha-Raw (Renslayer), Wunmi Mosaku (Hunter B-15), Eugene Cordero, Tara Strong (Miss Minutes), Neil Ellice, Jonathan Majors y Owen Wilson (Mobius) retoman sus papeles de la primera temporada, junto a Rafael Casal, Kate Dickie, Liz Carr y Ke Huy Quan. El desarrollo de la segunda temporada comenzó en noviembre de 2020, que se confirmó formalmente en julio de 2021. En febrero de 2022, se reveló que Benson, Moorhead y Martin dirigirían y escribirían, respectivamente, la mayor parte de la temporada.
"Heart of the TVA" se estrenó en Disney+ el 26 de octubre de 2023.

## Trama
Después de observar a la destruida Ciudadela al Final del Tiempo, Miss Minutes le muestra a Renslayer una grabación del pasado donde He Who Remains le agradece su ayuda para ganar la Guerra Multiversal y le propone que lidere a la Autoridad de Variación Temporal (AVT) juntos pero cuando regresó a la TVA, He Who Remains ordenó a Miss Minutes que borrara los recuerdos de Renslayer y de todos los empleados de la AVT. De vuelta al presente, después de revelar que Renslayer era la comandante del ejército de He Who Remains, Miss Minutes propone trabajar junto con Renslayer sin necesitarlo.
Después de que Victor Timely llega a la sede de TVA, Loki y Mobius le piden que los ayude a arreglar el Telar Temporal, que está alcanzando una falla catastrófica debido a la incapacidad de manejar líneas de tiempo ramificadas. Timely conoce a Ouroboros, quien revela que se inspiró en Timely, quien a su vez se inspiró en el Manual de la AVT de Ouroboros en una paradoja ontológica. Juntos, Ouroboros y Timely construyen un multiplicador de rendimiento para arreglar el telar. Sylvie también llega a la AVT para vigilar a Timely; en un momento, se enoja con Mobius cuando evade la gravedad del asunto y lo confronta por su miedo a saber su verdadero origen; sin embargo Loki logra que cambie de opinión al hacerle ver que deben salvar las vidas de todas las líneas y que tenga esperanza de que la AVT será mejor para todos.
Hunter B-15 visita al grupo detenido de la General Dox, sus aliados y Brad Wolfe, dejándolos después de ofrecerles trabajar juntos para defender a la AVT. Renslayer y Miss Minutes luego visitan a los detenidos, ofreciendo una vida en la línea de tiempo para cualquiera que se alía con ellos para hacerse cargo de la TVA. Solo Wolfe está de acuerdo, y Dox y sus leales eligen ser aplastados por Miss Minutes antes que ayudar a Renslayer. Wolfe luego poda a Hunter D-90 y secuestra a Timely.
Loki y Sylvie se apresuran para salvar a Timely, aunque se enfrentan al bloqueo que Miss Minutes ejerce contra los sistemas de la AVT, atrapando en un ascensor a Sylvie. Loki se encuentra con su yo del pasado que se desfasa en el tiempo y entendiendo lo que debía hacer, lo poda, ante la mirada de Sylvie. Por petición de ambos, Ouroboros reinicia el sistema para desactivar a Miss Minutes, lo que también apaga los dispositivos que suprimen la magia en la AVT. Esto le permite a Sylvie encantar a Wolfe, controlándolo para podar a Renslayer y rescatar a Timely.
El aura temporal de Timely puede restaurar el acceso al Telar. Loki se ofrece como voluntario para acercarse al telar para activar el multiplicador de rendimiento, pero Timely insiste en hacerlo ya que puede solucionar problemas. Sin embargo, Timely se espaguetiza instantáneamente al exponerse a la alta radiación temporal del telar, dejando el multiplicador de rendimiento sin usar. El Telar Temporal explota y en medio de la incredulidad por su fracaso, la onda expansiva se extiende hacia Loki, Mobius, Sylvie, B-15, Casey y Ouroboros.

## Producción

### Desarrollo
El desarrollo de una segunda temporada de Loki había comenzado en noviembre de 2020,  lo que se confirmó a través de una escena a mitad de créditos en el final de la primera temporada, que se estrenó en julio de 2021.  En febrero de 2022, el dúo de directores Justin Benson y Aaron Moorhead fueron contratados para dirigir la mayoría de los episodios de la segunda temporada,  incluido el cuarto episodio. Eric Martin, escritor de la primera temporada que asumió algunas de las tareas del creador de la serie Michael Waldron durante la producción de esa temporada,  estaba listo para escribir los seis episodios de la segunda temporada.  Los productores ejecutivos de la temporada incluyen a Kevin Feige, Stephen Broussard, Louis D'Esposito, Victoria Alonso, Brad Winderbaum y Kevin R. Wright de Marvel Studios, junto con Tom Hiddleston, Benson y Moorhead, Martin y Waldron.  El cuarto episodio, titulado "Heart of the TVA", fue escrito por Martin y Katharyn Blair,  y se lanzó en Disney+ el 26 de octubre de 2023. 

### Escritura
Eric Martin había sentido que el episodio era el "pivote" de la historia de Loki y que el final de la temporada sería complejo en lugar de ser una "línea recta como esperábamos". Después de la producción, Kathryn Blair también ayudó a Martin a completar el guion del episodio.  Afirmó que la escena en la que He Who Remains borró los flashbacks de Renslayer sirvió como el "microcosmos" que simbolizaba el borrado de su memoria para la TVA.  También sintió que la paradoja ontológica resultante de la creación del Manual de la TVA era "lo divertido" de hacer una serie sobre viajes en el tiempo, y sintió que era el "ouroboros de todo". En última instancia, el episodio sirvió como una continuación del tema general de Martin para la temporada, que se centraba en los vacíos de poder y las dictaduras, con la intención de llevar a los personajes y a la  TVA a sus "puntos de ruptura" y examinar si la reforma era posible.  Para el final, Kevin Wright sintió que la historia ejecutaba lo que él consideraba "aceleración de la historia", ya que subvertiría las expectativas de que la historia de la temporada se centraría en arreglar el Telar Temporal pero en cambio "simplemente... se rompería justo en el medio". Al hacerlo, Wright consideró que proporcionaba un final de suspenso satisfactorio. 

### Casting
El episodio está protagonizado por Tom Hiddleston como Loki, Sophia Di Martino como Sylvie, Gugu Mbatha-Raw como Ravonna Renslayer, Wunmi Mosaku como Hunter B-15, Eugene Cordero como Casey, Rafael Casal como Hunter X-5 / Brad Wolfe, Tara Strong como Miss Minutes, Kate Dickie como General Dox, Liz Carr como Jueza Gamble, Neil Ellice como Hunter D-90, Jonathan Majors como Victor Timely, Ke Huy Quan como Ouroboros y Owen Wilson como Mobius M. Mobius.  

### Filmación y efectos visuales
El rodaje tuvo lugar en Pinewood Studios en el Reino Unido,  con Benson y Moorhead como directores e Isaac Bauman como director de fotografía.  Los efectos visuales para el episodio fueron creados por Trixter, Rising Sun Pictures, FuseFX, Framestore, Cantina Creative y Lola VFX.   Bauman había dicho que el final del episodio, en el que Victor Timely queda espaguetizado después de subir a la plataforma y un primer plano del rostro de Loki estaba planeado desde el principio, ya que sabía que "el final se acerca... simplemente sentí que estar lo más cerca posible de sus ojos mientras el universo estaba siendo destruido (y él fue quien lo arruinó, básicamente) era el camino a seguir". Para la escena, el equipo le indicó a Tom Hiddleston que mirara una serie de 24 paneles led que estaban dispuestos fuera de la sala de control del núcleo temporal. 

## Marketing
Después del lanzamiento del episodio, Marvel anunció productos inspirados en el episodio como parte de su promoción semanal "Marvel Must Haves" para cada episodio de la serie, incluida ropa y Funko Pops para Loki y  Mobius. 

## Recepción

### Audiencia
De acuerdo con Nielsen Media Research que mide la cantidad de minutos vistos por el público estadounidense en televisores, Loki fue la cuarta serie original más vista en los servicios de transmisión durante la semana del 23 al 29 de octubre de 2023, con 514 millones de minutos vistos,  lo que representó una disminución del 2,1% con respecto a la semana anterior. 

### Respuesta crítica
El sitio web de recopilación de reseñas Rotten Tomatoes informa un índice de aprobación del 67%, según 15 reseñas. 
William Hughes de The A.V. Club calificó el episodio como "A-", disfrutando de la conversación entre Loki y Sylvie sobre la posibilidad de reformar la TVA, y opinó que era una alegórica de si las instituciones de la vida real pueden reformarse después de causar daño a las personas. Destacó el desarrollo del personaje de Loki hasta convertirse en un dios "benevolente" con una "postura patricia/protectora", que evoluciona desde su postura de "deja de pensar y adórame" de Los Vengadores. Sin embargo, no le gustaron las escenas con Victor Timely y OB porque las percibió como "Sopa de exposición" y pensó que el ritmo se aceleró hacia el final. Sin embargo, Hughes sintió que el final fue la mejor parte del episodio y escribió que es "una subversión hilarante de los impulsos narrativos más tradicionales de Loki, que a veces pueden recurrir a un optimismo entusiasta".  Fran Ruiz, de Space.com, describió el final del episodio como un "suspenso salvaje" y posiblemente "trascendental" para el MCU. Ruiz disfrutó el comienzo del episodio y sintió que la centralidad de TVA Loom era clave para la premisa del programa, para bien o para mal. Citó la reprimenda de Sylvie contra el "goloso" de Mobius como un desarrollo temático y disfrutó la escritura del personaje de Hunter B-15.  Therese Lacson de Collider describió el episodio como lleno de "grandes momentos" que condujeron a "destrucción total e incertidumbre". Lacson destacó la discusión "sincera" que Loki y Sylvie tuvieron en TVA sobre la necesidad de "jugar a ser Dios" como muestra del desarrollo del personaje de Loki, ya que en el pasado, Loki "veía la suavidad como una debilidad", pero ahora veía la misericordia como necesaria para salva vidas. Si bien Sylvie "es verdaderamente el caos encarnado", Lacson escribió que la "diferencia diametral" de Loki y Sylvie pueden complementarse entre sí si gobernaran la TVA. También supuso que OB podría ser una variante de Kang basándose en la paradoja ontológica con respecto al Manual de TVA, ya que sintió que podría ser una posibilidad debido a las diferentes apariencias de las variantes. 
Siddhant Adlakha de Vulture calificó el episodio con 2 estrellas de 5 y escribió que terminó con un "estallido que se siente como un gemido", ya que sintió que la representación de la muerte en el programa se minimizó porque estaba seguro de que los personajes que murieron en este episodio. regresar en la próxima. Disfrutó la actuación de Mbatha-Raw al descubrir la traición de He Who Remain, pero sintió que el ritmo no permitía "pensar mucho" en el evento, y sintió que la premisa central del programa era "un giro dramático de la rueda" y pensó que las ideologías presentadas eran incongruentes. Sintió que durante la conversación de Sylvie y Loki sobre la TVA, Sylvie estaba "en lo correcto", pero criticó el diálogo de Loki por ser un "discurso centrista impregnado de cobardía política". Sin embargo, elogió la dirección colectiva de Benson y Moorhead y la estética visual del episodio.  Al igual que Adlakha, Sabina Graves de Gizmodo también sintió que las implicaciones del final fueron trivializadas debido a la introducción del multiverso y si "no hay consecuencias para el MCU en general, ¿supuestamente?" No le gustó la introducción de personajes secundarios, ya que sentía que estaban poco desarrollados y que la trama estaba demasiado centrada en Loki y Mobius. Graves también criticó la primera mitad del programa por tener personajes "tonteando" y el programa "prolongado", pero destacó la "actuación dramática destacada" de Mosaku, la actuación de Carr como Hunter B-15 y la juez Gamble discutiendo cómo unir y transformar la TVA. 